# 서울우장초등학교
서울우장초등학교는 대한민국 서울특별시 강서구 화곡동에 있는 공립 초등학교이다.

## 학교 연혁
- 1983년 6월 10일 서울우장초등학교 설립인가
- 2011년 1월 30일 냉난방 개선 전기공사 및 냉난방기 설치
- 2012년 8월 10일 학교 증축 및 리모델링 기공식
- 2015년 11월 27일 교사동 우장관 증축 완공 기념식
- 2017년 6월 7일 우장소년소녀합창단 창단
- 2017년 8월 31일 우장관 역사의 벽 완공
- 2017년 9월 15일 우장관 외부창호 및 바닥개선공사 완공 및 공기청정기 설치
- 2017년 9월 16일 우장청소년연합국악오케스트라 라온 창단
- 2017년 10월 27일 우장관 꾸미고 꿈꾸는 화장실 환경개선사업 완공
- 2018년 8월 31일 교실전체 공기청정기 설치, 에코스쿨조성공사 완공, 우정관 환경개선공사(책걸상 교체, 복도 창문 및 출입문 교체, 진로활동실 '꿈이ROOM' 개관), 운동장 스탠드 차양 설치, 운동장 정비공사, 어울림터 암막블라인드 설치
- 2018년 12월 14일 우정관 외벽개선공사 완공,  정문 앞 통학로 개선 공사 완공, 우정관 뒤편 놀이공간 조성
- 2019년 2월 13일 제35회 졸업식(111명, 누계 7940명)
- 2019년 8월 31일 우장관 환경개선공사(고운색 입히기, 책씨앗방 자치활동 공간조성)
- 2019년 9월 1일 제11대 전인향 교장 취임
- 2020년 2월 12일 제36회 졸업식(138명, 누계 8078명)
- 2023년 6월 10일 개교 40주년

## 참고 자료
- 서울우장초등학교 - 한국교육학술정보원 학교알리미